# De Ronde Venen

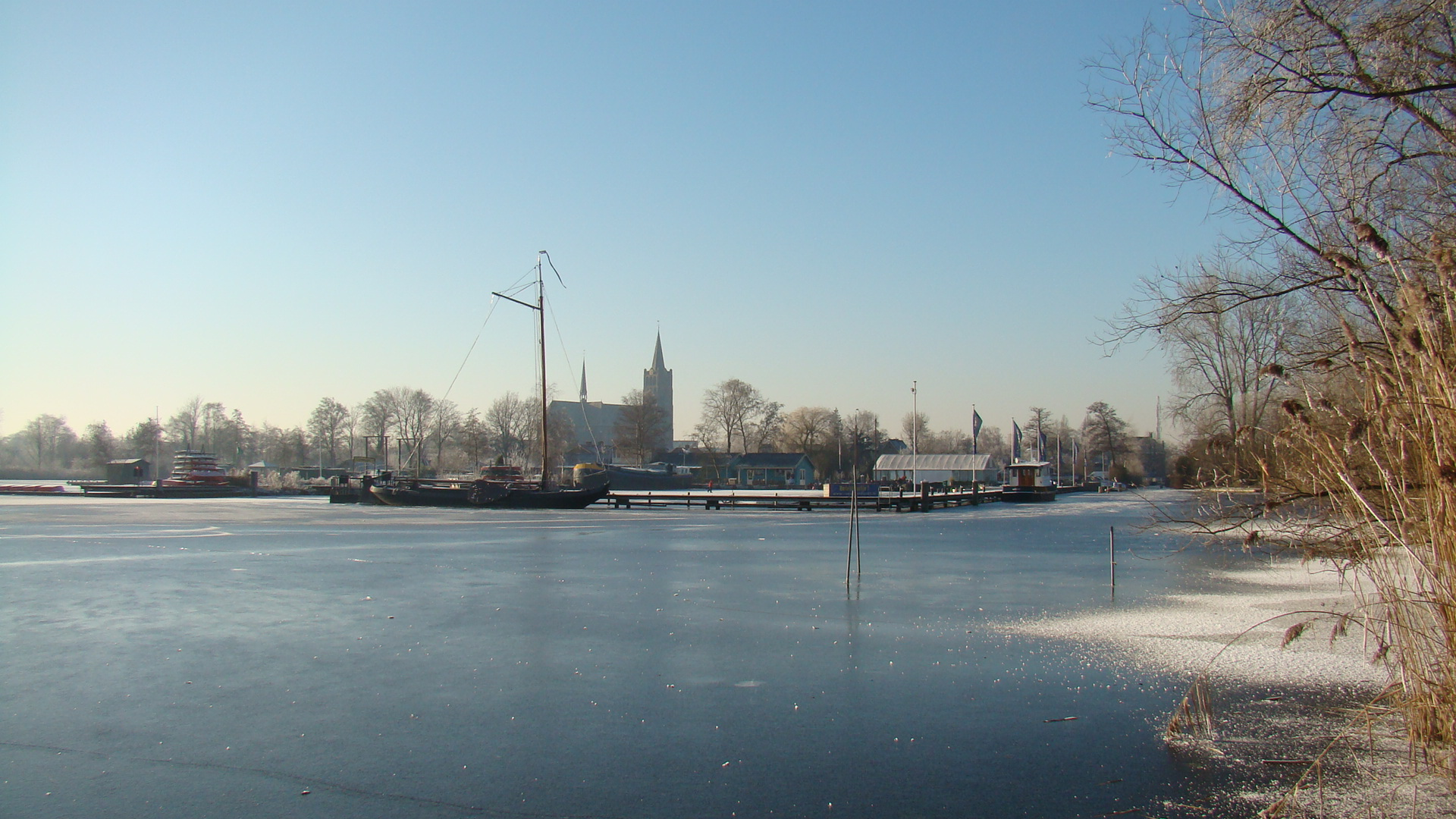
Vinkeveen

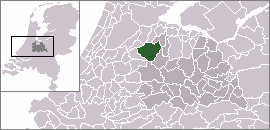
Lägeskarta

De Ronde Venen är en kommun i provinsen Utrecht i Nederländerna. Kommunens totala area är 116,98 km² (där 16,21 km² är vatten) och invånarantalet är på 44 064 invånare (2019).